# Nucleo speciale frodi tecnologiche
Il Nucleo Speciale Tutela Privacy e Frodi Tecnologiche (NSTPFT) è un Reparto Speciale della Guardia di Finanza che si occupa di contrastare le frodi telematiche ed informatiche, nonché tutelare la privacy.

## Storia
Istituito l'8 gennaio 2001 come Gruppo Anticrimine Tecnologico (GAT), è stato poi nel tempo elevato al rango di Nucleo e rinominato dapprima in Nucleo Speciale Frodi Telematiche, poi in Nucleo Speciale Frodi Tecnologiche e infine in Nucleo Speciale Tutela Privacy e Frodi Tecnologiche.
Nel corso del 2012, il Corpo della Guardia di Finanza ha ritenuto necessario adeguarne la struttura ordinativa alla crescente espansione degli illeciti economico-finanziari perpetrati attraverso la rete e, in particolare, dopo aver valutato l'opportunità di:
- Perseguire una maggiore efficacia dell'azione svolta dal Reparto valorizzandone la connotazione specialistica nel settore dell'innovazione tecnologica;
- Potenziare la capacità di analisi dei fenomeni criminali;
- Conferire, in considerazione dei peculiari compiti istituzionali affidati al Corpo, una più incisiva propensione operativa del Reparto, avuto particolare riguardo ai contesti caratterizzati da più elevata complessità e/o sovranazionalità nell'ambito delle violazioni economico finanziarie,

Ne ha potenziato la struttura, in termini sia di uomini che di mezzi, attesa la sua autonoma proiezione operativa sui macro-fenomeni criminali connotati dall’uso delle tecnologie.
Inoltre, svolge tutte le attività connesse alla tutela della privacy.

## Struttura
La sua strutturazione, alle dipendenze del Comando Unità Speciali della Guardia di Finanza, è composta da un Comandante e da cinque Gruppi operativi.

## Funzioni
Il NSTPFT:
- È deputato a effettuare il monitoraggio della rete ai fini dell'avvio o sviluppo di attività operative in caso di reperimento di indizi sintomatici di illeciti economico-finanziari realizzati via web;
- Svolge attività di analisi operativa pianificando specifici progetti;
- È incaricato dell'ideazione, organizzazione ed esecuzione diretta di investigazioni nel settore economico finanziario;
- Utilizza sistemi tecnologici e applicativi informatici di ausilio alle indagini, nonché individua ed elabora nuove metodologie operative maggiormente efficaci e, in quanto tali, uniformemente applicabili in ambito nazionale.

Si occupa, inoltre, della disarticolazione delle organizzazioni criminali, di ricercare e reprimere i fenomeni illegali che inquinano i circuiti legali dell’economia, del contrasto all'evasione fiscale, alla contraffazione, al gioco illegale, al contrabbando, al riciclaggio ed ai traffici illeciti internazionali commessi on-line.
Il NSTPFT inoltre è il referente per la Guardia di Finanza nei confronti di:
- Autorità Garante per la tutela dei dati personali;
- Agenzia per l'Italia Digitale (Ag.I.D.).

## Cronologia dei Comandanti
- Col. Umberto Rapetto dal 2001 al 2012;
- Col. Alberto Reda dal 2012 al 2015;
- Col. Giovanni Parascandolo dal 2015 al 2017;
- Col. Giovanni Reccia dal 2017 al 2020;
- Gen.B. Flavio Urbani dal 2020 al 2022;
- Col. Vittorio Capriello dal 2022 al 2023;
- Gen.B. Antonio Mancazzo dal 2023.

## Precedenti loghi

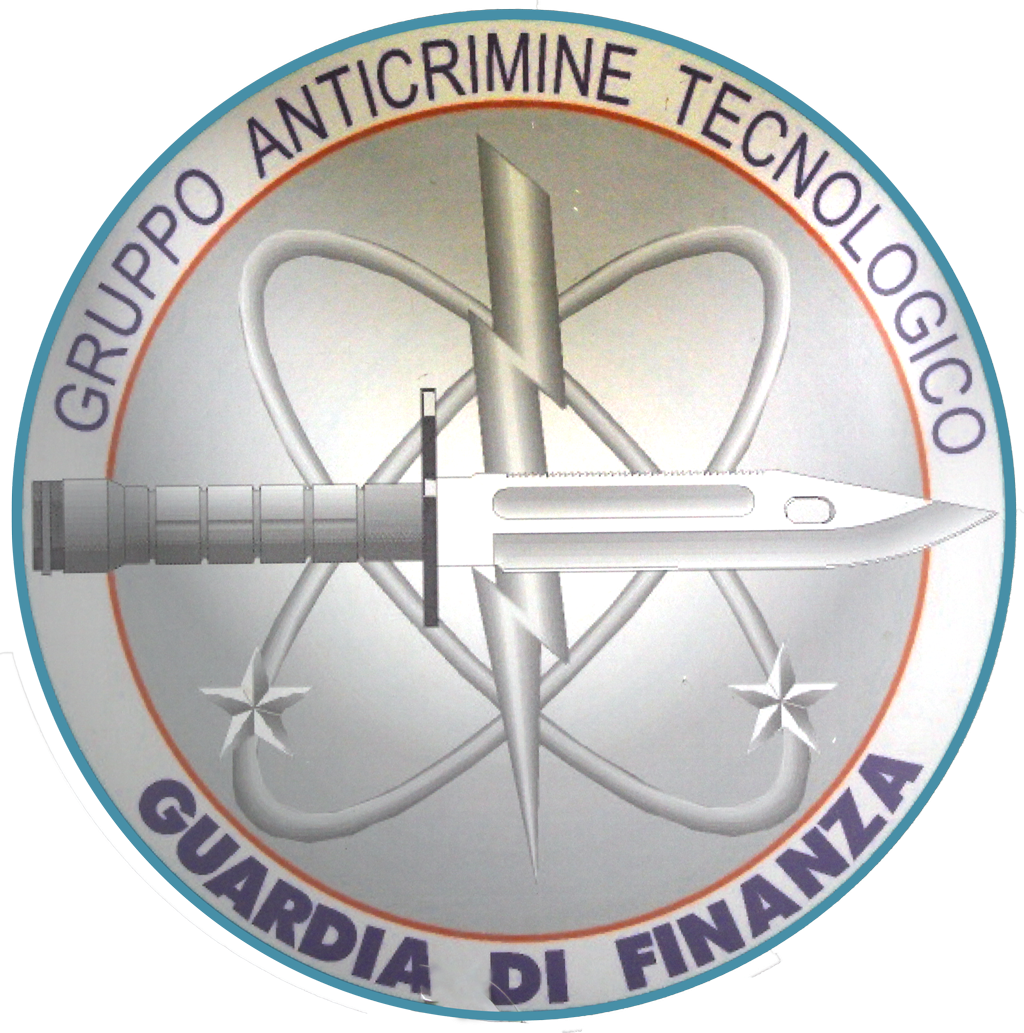